# Veldhuis (busonderneming)

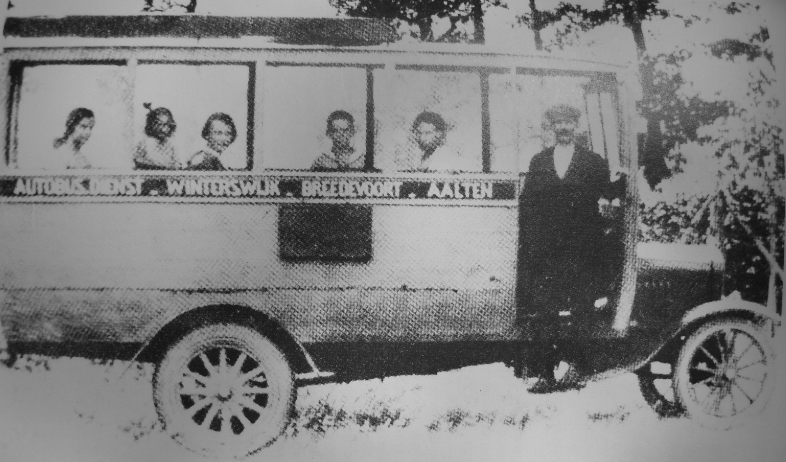
De eerste bus van de firma Veldhuis

De firma Veldhuis uit Aalten exploiteerde van 1924 tot 1993 een lijndienst tussen Winterswijk, Aalten en Dinxperlo. Tussen Aalten en Dinxperlo werd via twee routes gereden, een via De Heurne en een ander via IJzerlo. 

## Geschiedenis
Na het sluiten van de grote textielfabrieken in Winterswijk en de opkomst van de eigen auto is het reizigersvervoer sinds eind jaren 70 snel achteruitgegaan. In 1998 hield de laatste lijndienst op te bestaan. Het nieuwe openbaarvervoerbedrijf in de Achterhoek, Syntus, heeft destijds de meeste buslijnen die parallel liepen met spoorlijnen opgeheven. Daarbij zijn de frequenties van de treindienst verdubbeld tot eens per half uur. Tussen Lichtenvoorde, Bredevoort, Aalten en Dinxperlo rijdt sindsdien een buurtbus. De Heurne ligt nu aan een buurtbuslijn Varsseveld - Dinxperlo.